# Sybille Straubinger

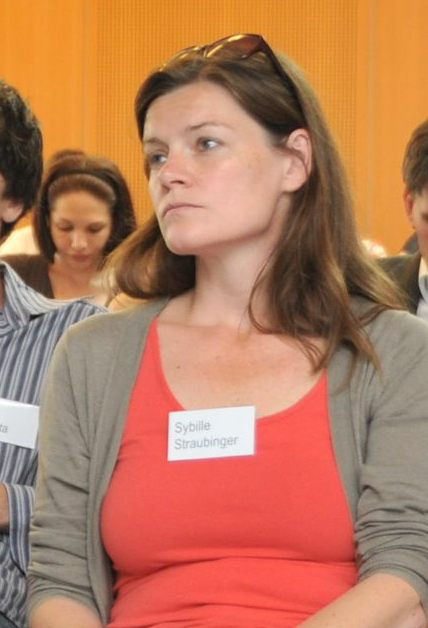
Sybille Straubinger (2011)

Sybille Straubinger (* 14. November 1970 in Bruck an der Mur, Steiermark) ist eine ehemalige österreichische Politikerin (SPÖ). Von 2004 bis 2020 war sie Abgeordnete zum Wiener Landtag und Mitglied des Wiener Gemeinderates. Von 2016 bis 2018 war sie Landesparteisekretärin der SPÖ Wien. Seit Mitte 2018 leitet sie das Vienna Institute for International Dialogue and Cooperation (VIDC).

## Leben
Sybille Straubinger studierte ab 1989 zunächst Politikwissenschaft und Anglistik, bevor sie 1990 auf Politikwissenschaft im Hauptfach sowie eine Fächerkombination wechselte. 1995 schloss sie ihr Studium mit dem Magister-Grad ab und arbeitete in der Folge von 1996 bis 1997 als parlamentarische Mitarbeiterin des Nationalratsabgeordneten Josef Cap. Von 1997 bis 1999 war sie Bezirksgeschäftsführerin der SPÖ Hernals, danach ging sie nach der Geburt ihres Sohnes bis 2001 in Karenz. Straubinger war von 2001 bis 2004 Senior Beraterin einer PR-Agentur. Von 2011 bis 2013 absolvierte sie einen General Management MBA der Technischen Universität Wien und der Donauuniversität Krems.
Politisch engagierte sich Straubinger zunächst in der Bezirksorganisation von Hernals und war von 1998 bis 2020 Mitglied des Bezirksvorstandes Bis 2020 war sie zudem Bezirksfrauenvorsitzende und stellvertretende Bezirksvorsitzende. Sie wurde 2003 Mitglied des Wiener Frauenkomitees und vertrat die SPÖ zw. 2004 und 2020 im Wiener Landtag und Gemeinderat. Sie war Vorsitzende des Gemeinderatsausschusses für Kultur und Wissenschaft sowie Wissenschaftssprecherin der sozialdemokratischen Gemeinderatsfraktion.
Sybille Straubinger hat einen Sohn.

## Auszeichnungen (Auswahl)
- 2023: Goldenes Ehrenzeichen für Verdienste um das Land Wien[1]